# Primera División (Argentinien) 1956
Die Primera División 1956 war die 26. Spielzeit der argentinischen Fußball-Liga Primera División. Begonnen hatte die Saison am 15. April 1956. Der letzte Spieltag war der 1. Dezember 1956. Als Aufsteiger kamen die Argentinos Juniors aus der Primera B Nacional dazu. River Plate beendete die Saison als Meister und konnte damit seinen Vorjahrestriumph wiederholen. In die Primera B Nacional mussten die Chacarita Juniors absteigen.

## Abschlusstabelle
| Pl. | Verein                      | Sp. | S  | U  | N  | Tore    | Diff. | Punkte |
| --- | --------------------------- | --- | -- | -- | -- | ------- | ----- | ------ |
| 1.  | River Plate (M)             | 30  | 17 | 9  | 4  | 061:320 | +29   | 43     |
| 2.  | CA Lanús                    | 30  | 15 | 11 | 4  | 059:370 | +22   | 41     |
| 3.  | Boca Juniors                | 30  | 16 | 8  | 6  | 056:390 | +17   | 40     |
| 4.  | Racing Club                 | 30  | 14 | 11 | 5  | 053:320 | +21   | 39     |
| 5.  | CA Vélez Sarsfield          | 30  | 13 | 11 | 6  | 048:440 | +4    | 37     |
| 6.  | CA Rosario Central          | 30  | 11 | 8  | 11 | 049:460 | +3    | 30     |
| 7.  | CA Independiente            | 30  | 12 | 6  | 12 | 044:420 | +2    | 30     |
| 8.  | CA San Lorenzo de Almagro   | 30  | 11 | 7  | 12 | 041:450 | −4    | 29     |
| 9.  | Ferro Carril Oeste          | 30  | 10 | 7  | 13 | 044:490 | −5    | 27     |
| 10. | Gimnasia y Esgrima La Plata | 30  | 7  | 12 | 11 | 050:590 | −9    | 26     |
| 11. | CA Newell’s Old Boys        | 30  | 9  | 8  | 13 | 044:480 | −4    | 26     |
| 12. | Estudiantes de La Plata     | 30  | 7  | 9  | 14 | 038:460 | −8    | 23     |
| 13. | CA Huracán                  | 30  | 7  | 9  | 14 | 045:590 | −14   | 23     |
| 14. | Argentinos Juniors (N)      | 30  | 7  | 8  | 15 | 045:600 | −15   | 22     |
| 15. | CA Tigre                    | 30  | 7  | 8  | 15 | 044:610 | −17   | 22     |
| 16. | Chacarita Juniors           | 30  | 7  | 8  | 15 | 032:540 | −22   | 22     |

| (M) | Vorjahres-Meister                                    |
| (N) | Vorjahres-Aufsteiger aus der Primera B Nacional 1955 |

## Meistermannschaft
| River Plate | |
|             | Amadeo Carrizo, Héctor De Bourgoing, Guillermo Fain, Raúl Hernández, Ángel Labruna, Félix Loustau, Juan Carlos Malazzo, Oscar Mantegari, Norberto Menéndez, Gabriel Ogando, Ermindo Onega, Alfredo Pérez, Eliseo Prado, Roberto Puisegur, Domingo Rodríguez, Iseo Rosello, Néstor Rossi, Juan Carlos Russo, José Sánchez Lage, Juan Carlos Schneider, Omar Sívori, Pascasio Sola, Roberto Tesouro, Octavio Trillini, Juan Urriolabeitía, Federico Vairo, Julio Venini, Santiago Vernazza, Roberto Zárate Trainer: José María Minella |

## Torschützenliste
| Pl. | Nat.        | Spieler           | Verein             | Tore |
| --- | ----------- | ----------------- | ------------------ | ---- |
| 1   | Argentinien | Juan Castro       | CA Rosario Central | 17   |
| 1   | Argentinien | Ernesto Grillo    | CA Independiente   | 17   |
| 3   | Argentinien | Omar Corbatta     | Racing Club        | 15   |
| 4   | Argentinien | Antonio Angelillo | Boca Juniors       | 14   |
| 4   | Argentinien | Dante Lugo        | CA Lanús           | 14   |